# Archidiecezja lwowska

Herb archidiecezji lwowskiej

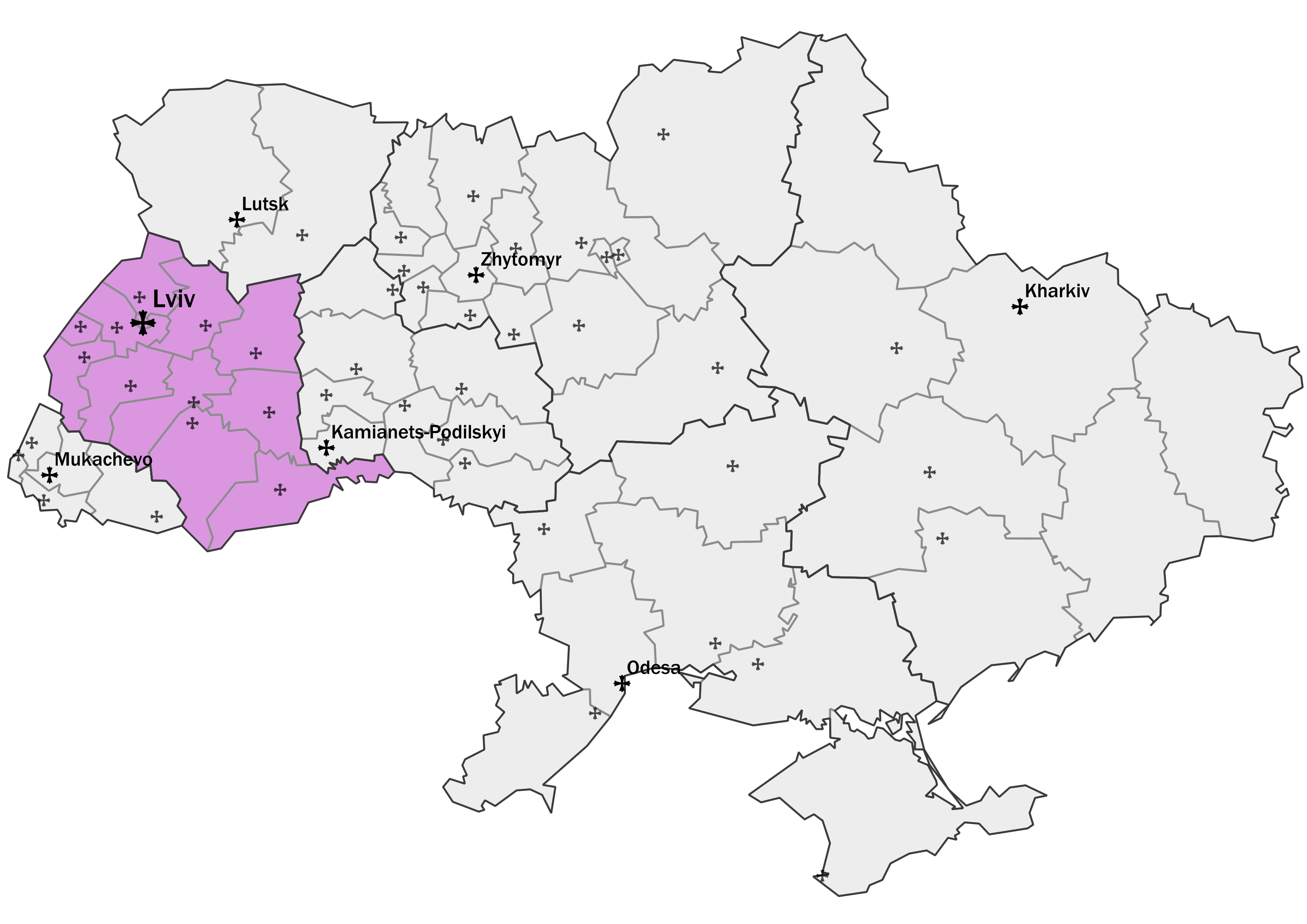
Archidiecezja lwowska na mapie Ukrainy

Archidiecezja lwowska (łac. Archidioecesis Leopolitana Latinorum) – historyczna diecezja Kościoła w Haliczu i Lwowie, metropolitalna archidiecezja rzymskokatolicka z siedzibą we Lwowie.

## Historia
Chrześcijańska eparchia (diecezja) Kościoła istniała na Rusi Czerwonej od chrztu Rusi. W XIV wieku na jej podstawie powstała prawosławna metropolia halicka z siedzibą w Haliczu, istniejąca w latach 1303–1347 oraz 1371–1401. Została utworzona na ziemiach księstwa halicko-włodzimierskiego dzięki zabiegom księcia Lwa Halickiego i Jerzego I w 1303. W sierpniu 1347, wskutek zabiegów metropolity kijowskiego Teognosta, decyzją patriarchy Izydora I i cesarza Jana VI Kantakuzena metropolia halicka została zlikwidowana.
W 1349 Kazimierz Wielki podjął starania o utworzenie metropolii łacińskiej w Haliczu – drugiej obok gnieźnieńskiej, a w latach 50. usiłował obsadzić biskupstwo we Lwowie.
W 1358 Innocenty VI mianował biskupem lwowskim Tomasza OP, diecezja nie została wówczas zorganizowana i Urban V w 1363 zlecił arcybiskupowi gnieźnieńskiemu przeprowadzenie procesu informacyjnego a Bonifacy IX mianował biskupów Jerzego OFM i Hermana Wytkinda OP.
W 1412 staraniem metropolity halickiego (bez metropolii) Macieja z Egeru i księcia Władysława Opolczyka antypapież Jan XXIII 28 sierpnia 1412 przeniósł stolicę metropolii z Halicza do Lwowa, bullę uroczyście promulgował 24 grudnia 1414 abp Jan Rzeszowski. Metropolii lwowskiej podlegały wtedy biskupstwa w Przemyślu, Chełmie, Włodzimierzu (od 1427r. w Łucku), Kijowie, Kamieńcu Podolskim oraz sufragania w Serecie na Mołdawii. W 1593 roku w archidiecezji lwowskiej diecezje zostały podzielone przez arcybiskupa Jana Dymitra Solikowskiego na dekanaty, grupujące kilka lub kilkanaście parafii. Dziekani czuwali nad funkcjonowaniem organizacji kościelnej w dekanacie i wizytowali podległe sobie miasta i wsie parafialne. Około 1650 r. w archidiecezji lwowskiej było 7 dekanatów (lwowski, grodzieński, żydaczowski, uścieński, rohatyński, złoczowski i trembowleński) i 125 parafii. Kolejna reorganizacja Kościoła na omawianym terenie nastąpiła dopiero w końcu XVIII w. W 1765 r. staraniem arcybiskupa Wacława Hieronima Sierakowskiego archidiecezja lwowska podzielona została na 3 archidiakonaty. W tym samym roku zwiększono również liczbę dekanatów z 7 do 12. W okresie od 1669 r. do 1772 r. powstało na wschodzie 5 kolegiat; z tego 3 w archidiecezji lwowskiej: w Stanisławowie, Żółkwi, Lwowie (parafia NMP – Śnieżnej). W 1772 r. w archidiecezji lwowskiej były 3 archidiakonaty i 12 dekanatów oraz 150 parafii.

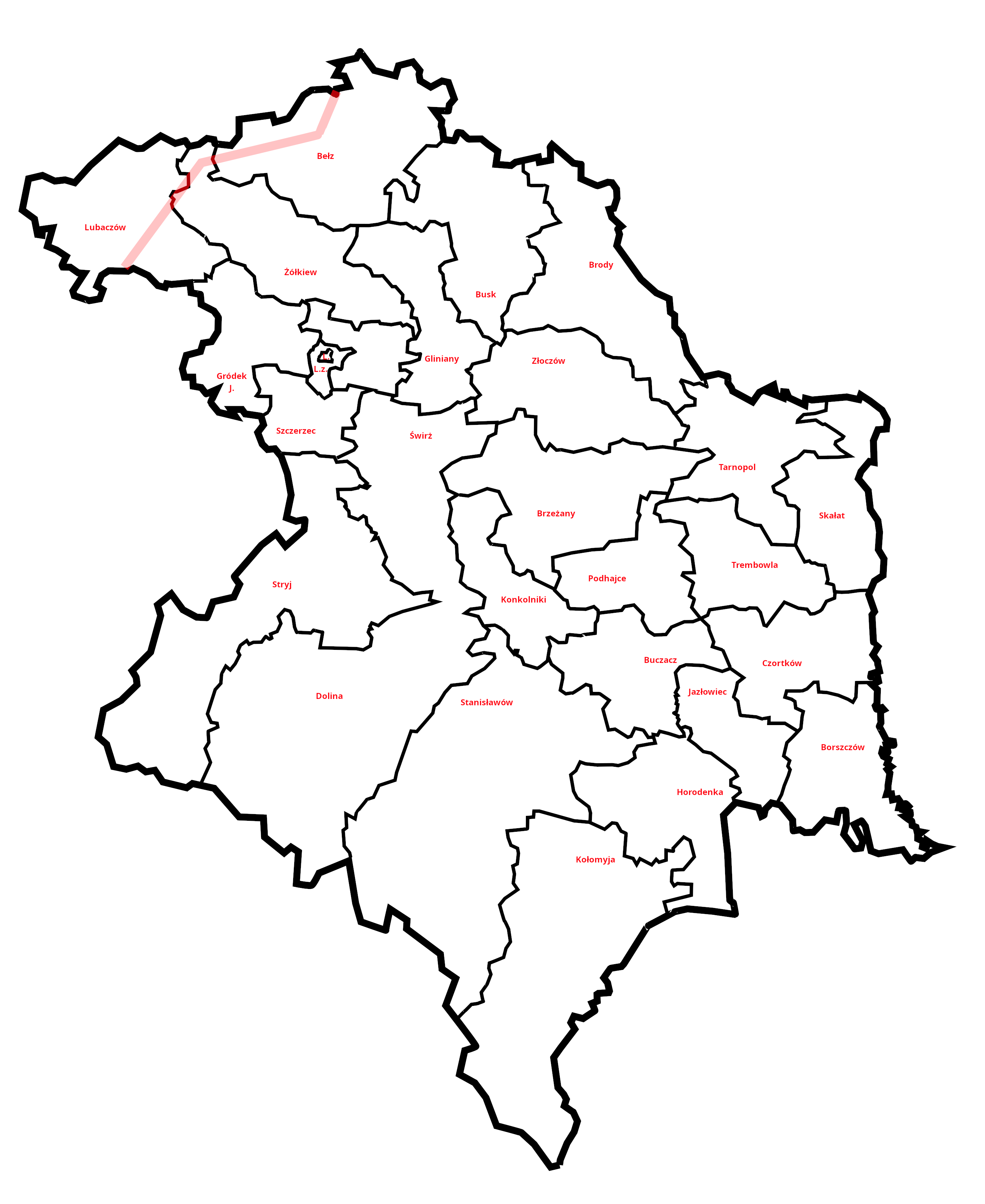
Podział na dekanaty w 1928, kolorem czerwonym zaznaczona granica polsko-sowiecka (ukraińska) po wojnie

Po I rozbiorze doszło do zmian organizacyjnych. W 1782 r. cesarz Józef II wcielił do archidiecezji lwowskiej cząstki diecezji łuckiej (10 parafii) i kamienieckiej (10 parafii). Po trzecim rozbiorze Austria włączyła do archidiecezji lwowskiej 47 parafii odłączonych od diecezji łuckiej. W 1938 r. na terenie archidiecezji funkcjonowało 412 parafii. Po 1945 roku na terytorium Polski pozostało 27 parafii archidiecezji lwowskiej, dla których utworzono administrację apostolską z siedzibą w Lubaczowie.

## Patroni archidiecezji
W 1909 na prośbę św. abpa Józefa Bilczewskiego św. Pius X ustanowił święto NMP Królowej Polski obchodzone w archidiecezji lwowskiej wyznaczając je na pierwszą niedzielę maja na pamiątkę ślubów Jana Kazimierza oraz ogłosił Matkę Bożą Królową Korony Polskiej wraz z bł. Jakubem Strzemię patronami archidiecezji lwowskiej. W 1910 NMP Królowa Polski została ogłoszona główną patronką archidiecezji. Obecnie zamiast NMP Królowej Polski, patronką jest NMP Łaskawa, której uroczystość obchodzi się 1 kwietnia, w rocznicę ślubów króla Polski Jana Kazimierza w katedrze lwowskiej w 1656.

## Biskupi
- arcybiskup metropolita ks. abp Mieczysław Mokrzycki (od 21 października 2008)
- biskup pomocniczy ks. bp Leon Mały (od 4 maja 2002)
- biskup pomocniczy ks. bp Edward Kawa (od 21 czerwca 2017)

## Katedra
- Bazylika Metropolitalna Sanktuarium pw. Wniebowzięcia Najświętszej Maryi Panny

## Siedziba kurii
Kuria Rzymskokatolicka Archidiecezji Lwowskiej ma siedzibę w Pałacu Arcybiskupów Łacińskich umiejscowionym na wzgórzu nad Wałami Gubernatorskimi, wybudowanym w 1844 roku (obecnie ul.Wynnyczenki 32).

## Seminarium duchowne
Od 1996 w Brzuchowicach pod Lwowem działa reaktywowane Wyższe Seminarium Duchowne Archidiecezji Lwowskiej. Od 2009 przy seminarium dla osób świeckich działa Instytut Teologiczny im. św. Józefa Bilczewskiego.

## Dekanaty
Obszar archidiecezji obejmuje obwód lwowski, iwanofrankowski, tarnopolski i czerniowiecki.
W 1992 roku archidiecezja została podzielona na dekanaty: Lwowski, Czerniowiecki, Iwano-Frankowski, Mościcki, Stryjski, Tarnopolski. W 1994 roku utworzono nowe dekanaty: Czortkowski, Samborski, a w 1998 roku utworzono dekanaty: Złoczowski, Żółkiewski. W 2000 roku utworzono dekanat Halicki, a w 2013 roku utworzono dekanat Gródecki.
Obecnie archidiecezja Lwowska jest podzielona na 12 dekanatów:
- dekanat Czerniowce
- dekanat Czortków
- dekanat Gródek
- dekanat Halicz
- dekanat Iwano-Frankiwsk
- dekanat Lwów
- dekanat Mościska
- dekanat Sambor
- dekanat Stryj
- dekanat Tarnopol
- dekanat Złoczów
- dekanat Żółkiew

## Rezydencje biskupów
- Pałac arcybiskupów łacińskich we Lwowie
- Kamienica Arcybiskupia we Lwowie
- Zamek w Dunajowie
- Pałac w Obroszynie

## Medal
Z okazji 600-lecia Metropolii Lwowskiej został wydany medal upamiętniający z inskrypcjami 1375-1975 oraz Semper Fidelis oraz z wizerunkiem bł. Jakuba Strzemię.